# Zandanídzsí
Földrajzi elhelyezkedését tekintve Zandana falu Üzbegisztánban, Buhara mellett helyezkedik el. Vita tárgyát képezi az állítás, miszerint a Zandanídzsí selyem valóban Zandana faluból származik e, anyagát tekintve selyem vagy pamut, illetve mennyire biztos, hogy a szogdok hagyták az utókorra. Ugyanilyen típusú textil maradványokat találtak tibeti sírokban, barlangokban, napjainkban nagy számmal látható különböző európai katedrálisokban. Az elmúlt hatvan évben ezeket a zoomorf figurákat és ritkán emberi figurákkal díszített selyem textíliákat Szogdiánához kötötték és átfogó névként Zandanídzsí selyemként hivatkoztak rájuk. A történet kiindulópontja, hogy Kína határán fekvő közép-ázsiai törzsek selymet kaptak a kínaiaktól, amivel nyugat felé tudtak kereskedni. A közép-ázsiai selyemgyártás az iszlám előtti időszakban kezdődött és leginkább a mongol invázió időszakában csúcsosodott ki. A selyemgyártás iparából kikerült termékek luxuscikknek számítottak, szemben a textilipar egyik mellékágával, a Zandanídzsível, ami a középosztálybeliek anyaga volt.

## Első források
Al-Baladhuri-tól az ‘Iszlám állam eredete’ (i.sz.892), Abu Bakr Muhammad ibn Jafar Narshakhi-tól ‘Buhara története’ (i.sz. 934-944), és a jóval későbbi Szijászatnámé, a ‘Kormányzás könyve’ Nizam al-Mulk-tól. A ‘Buhara története’-ben, ahol a legrészletesebb leírást olvasható a Zandanídzsí textilről (i.sz. 944-ben íródott, de csak a 12. századi perzsa kivonat maradt fent) a textilt Zandana faluhoz kötik, de más textilt is Zandanídzsínek neveznek, amiket Buhara környékén szőnek. Ezeket az anyagokat tovább exportálják Irakba, Iránba és Indiába. Továbbá azt is említi, hogy minden előkelő nemes ezt a textilt hordja és az ára a brokáttal vetekszik. Richard N. Frye fordításában (1959) megjegyzi, hogy nincs konszenzus a textil megnevezésére, de az új perzsa szótár ‘durva, fehér anyag, pamutból készül’ definíciót használja. Az egyik fordításban az előkelő muszlin (kirbās) agyag a Zandanídzsí textil, viszont a jóval későbbi 11. századi ‘Szijászatnámé’-ban a Zandanídzsí textilt már a legalacsonyabb rangú szolgák hordják. Hogyan alakult át pár száz év alatt leforgása alatt a legnemesebb anyag a szegények ruhájává? Van, ahol külön említést tesznek egy Hvárezmi zandanídzsí textilről, de a forrás megjegyzi, hogy a Zandana zandanídzsí és a Hvárezmi zandanídzsí nem összekeverendő. Illetve egy 17. századi orosz anyagban monokróm textilekre utaló kifejezéssel definiálják.

## Notre Dame de Huy-i lepel
Eredetileg 1,95 méter hosszú ajtó vagy falidísz volt, amit később ereklyék burkolására is használtak. A minta nagy része fennmaradt. Összetett szegélyű, sárgás (eredetileg lehet piros) alapon sötétzöldes minták szimmetrikus díszítéssel, amelyek két kör alakú, egymással szembehelyezkedő oroszlánpárt, pálmafát és egyéb szimbólumokat tartalmaz. Rókák és vadászkutyák helyezkednek el a körben a teret szimmetrikusan egy stilizált fa osztja ketté . Színei leginkább narancs, rózsaszín és az úgynevezett ‘chartreuse’ zöld. A textil oldalain lévő minták növényi motívumokat stilizáltak. Ugyanilyen stílusú textilek kerültek elő a kínai Tunhuang területről, ami a Góbi-sivatag peremén helyezkedik el és a Selyemút fontos állomását képezte, itt a textilek szútracsomagolóként funkcionáltak. Jelenleg a British Múzeum és a párizsi Musée Guimet Pelliot gyűjteményét képezik. Mintázata a Szászánida Birodalomban (i.sz. 224-651) használt textilekhez hasonlított, de színeiben kínai hatást tükröz. Továbbá a szogd selyemgyártás központja Kara-Khoja (mai kínai terület), Turfán (mai ujgur terület) és Zandan volt Buhara mellett. Ez a szogd-turfán típusú szövet megtalálható mindazon területen, ahol a Tang-dinasztia (i.sz.618-690, 705-917) uralkodott. A Turfán oázisban felfedezett textíliák típusa megegyezik, azok textíliák mintázatával, amik a nyugat-európai egyházakba kerültek. Kínai területre a szogdok által jutott ez a textil típus az i.sz. 5-6. században, amikor a szogdok áttelepítése zajlott a kínaiak által. Az i.sz. 8-10. században elterjedt volt az arab feliratok tintával írása textileken. A Huy-i lepel hátoldalán látható írás stílusa megegyezik a tirázok (hímzett szövet, amit kabát ujjakon szalagként és fejdíszként is használtak) írásaival. Tirázok gyakran tartalmaztak kifinomult kalligrafikus feliratokat, amik legtöbbször a gyártás helyét és készítőjének adatait tartalmazták. A Huy-i példán nem a szépírás mutatkozik meg, hanem a stílus hasonlít a 9. századi arab papirusz szövegekhez, ami kurzívabb forma, mint az elődje volt. A 8. század végén állt be ez az írásmód, legjobban a ‘-dal’ ‘د’ és az ‘alef’’ا’ betűknél vehető észre, hogy nem a 7, hanem a 9. században írták. A ‘-dal’ betűnél a korábbi századokban nincs görbület és jobbra hajlás a tetején, az ‘-alef’, míg korábban balra hajlott, itt jobbra. Henning személyesen nem találkozott a lepellel, így csak fotón keresztül tudta rekonstruálni a szöveget, Nicholas Sims-Williams viszont személyesen vizsgálta meg az anyagot 2011-ben.

## Felirat
Walter B. Henning, aki az iráni nyelvek és irodalom szakértője volt, 1959-ben Dorothy Shepherd-el, aki a Clevelandi Művészeti Múzeum kurátora, együtt tanulmányozták a Huy-i leplet. Henning a textil hátoldalán lévő feliratot a 8. századi általa ismert szogdi szövegekhez képest archaikusabbnak látta, de abban nem kételkedett, hogy szogd felirattal áll szemben. Dorothy Shepherd-nek kétségei voltak efelől, de végül ő is ezen álláspont mellett döntött és a selymet Zandanídzsí selyem példájának azonosította. A felirat két sorban helyezkedik el és a téves fordítás így hangzott:
“ 61 arasz hosszú
Zandanīčī…”
A fő probléma Dorothy Shepherd beazonosításával, hogy mint későbbiekben kiderült a megállapítása hamisnak bizonyult, továbbá, hogy innentől kezdve a kutatók gyűjtőfogalomként kezdték el használni a Zandanídzsí selyem kifejezést, minden textilre ráaggatva, ami hasonlított a Huy-i katedrálisban megtalálható lepel mintázatára. A kutatók feltétel nélkül elfogadták Dorothy Shepherd állítását. Nicholas Sims-Williams-nek volt lehetősége 2011-ben személyesen megvizsgálni a feliratot. Ő maga nem tudott arabul, de segítségül hívta Geoffrey Khan kollégáját, aki a korai arab paleográfia szakértője volt. Egyértelművé tette, hogy a szöveg arabul és nem szogd nyelven íródott, ahogy azt korábban feltételezték. Geoffrey Khan fordításában a szöveg így hangzik:
“Abd al-Rahman nevű katonai parancsnok birtokába került 3723 dinár összegért”.
A szövegből kiderül, hogy nem ajándékozási, hanem vásárlási szándékból került a megnevezett személyhez.
Arany dinárt ebben az időben nyugatabbra használtak, Egyiptomban, Szíriában és esetleg Irakban, de Kelet-Iránban, ami a szogdi eredetre utalna, nem használtak dinárt, helyette az ezüst dirham volt használatban. A 9. században 37 ⅔ dinár magas összeg volt (Irakban a 9. században egy átlagos férfi nadrág 5-30 dinár között mozgott). Az egyik genízai dokumentumban ennél jóval magasabb ár is szerepel, egy hímzett textilért, akár 200 dinárt is adtak (az átlagos havi kereslet 100 dinár volt).

## Kormeghatározás
Dorothy Shepherd és Henning a textilt a 7.századra helyezte, míg Boris Marshak orosz régész szerint egy olyan keleti tartományban állították elő az Abbaszida kalifátus alatt a 8.század vége, 9. század elején, ami független volt az araboktól.
A radiokarbonos kormegahtározás, amit a KIK-IRPA (Royal Institute for Cultural Heritage)-ben végeztek, kimutatta, hogy nagy valószínűséggel (95,4%) i.sz. 780-980 között készült, 68.2%, hogy i.sz. 870- 970 közötti az anyag. Ez a megállapítás kizárja Henning feltevését, miszerint 7.századi, de Marshak számítását is, hogy a 8 és 9. század fordulóján készítették.

## Kritika
Utóbbi időben sok kifogás látott napvilágot, ami a Huy-i lepel készítésének helyét kérdőjelezi meg. Továbbá, hogy az európai múzeumok gyűjteményét gyarapító textil maradványok, amiket szogdi selyemnek címkéznek fel, valóban azok-e? Mai álláspont szerint Zandanídzsí selyemként elhíresült textil az nem selyem, hanem pamut. A Zandanídzsí textileken nem található szogdi stílusjegy, amit az i.sz. 400-740 közötti fennmaradt falfestmények alátámasztanak. Egyiken sem látható olyan mintázat, mint a Huy-i anyagon. Henning a vizsgált leplet 12 méteres nagyságúra saccolta, de mivel valószínűleg ajtófüggő volt, így valahol az 1,9- 2,4 méter között lehet az igazság.
2009-2010-ben a lepel bemutatásra került a “La Route de la Soie. Un voyage á travers la vie et la mort” kiállításon. A kiállítás után néhány hónapig a KIK-IRPA (Royal Institute for Cultural Heritage) intézménynél maradt átvizsgálásra. Nicholas Sims-Williams-nek itt volt lehetősége közelebbről górcső alá venni a textilt.